# Being Homer Simpson
Pour plus de détails, voir Fiche technique et Distribution.
Being Homer Simpson est une courte comédie dramatique française réalisée et écrite par Arnaud Demanche et sortie en 2013. Elle met en scène Philippe Peythieu et Véronique Augereau, les voix françaises d'Homer et Marge Simpson, dans leur propre rôle.

## Synopsis
Lors d'une séance de dédicace de Philippe Peythieu et Véronique Augereau, voix françaises d'Homer et Marge Simpson, Vincent, un fan aux pouvoirs surnaturels, harcèle Philippe pour qu'il ne lui parle qu'en prenant la voix d'Homer. Agacé, Philippe finit par envoyer balader Vincent et ce dernier lui jette un sort, l'obligeant à parler tout le temps comme Homer Simpson. Les conséquences dans sa vie privée sont catastrophiques.

## Fiche technique
- Titre : Being Homer Simpson
- Réalisation : Arnaud Demanche
- Scénario : Arnaud Demanche
- Musique : Florent Demanche, Hervé Rakotofiringa
- Montage : Julien Fèvre, Joël Bochter, Arnaud Demanche, Jérémy Pichard et Loïc Lallemand
- Pays de production :  France
- Durée : 20 minutes
- Date de sortie : 
  - France : 21 juin 2013

## Distribution
- Philippe Peythieu : lui-même
- Véronique Augereau : elle-même
- Arnaud Tsamere : Vincent
- Jean-Pierre Leroux : le médecin
- Vincent Grass : le barman
- Carole Brana : la policière
- Nadia Roz : Julie
- Bérengère Krief : Catheline
- Gaudéric Grauby-Vermeil : l'employé de Virgin
- Anne Bouillon : Anne
- Arnaud Demanche : le banquier
- Patrick Poivey : lui-même
- Christian Dura : lui-même
- Christophe Lemoine : lui-même
- Patrick Béthune : lui-même
- Jérôme Lenôtre : Étienne
- Simon Frenay : le jeune client du bar
- Édouard Demanche : le policier
- Marie Boireau : la pharmacienne
- Eliott : le fils de Vincent